# 훌리오 이글레시아스
훌리오 호세 이글레시아스 데 라 쿠에바(스페인어: Julio José Iglesias de la Cueva, 1943년 9월 23일 ~ )는 스페인의 가수이자 작곡가이며 영화배우이다. 14개 언어로 80장의 음반을 발매, 전 세계적으로 3억 장의 음반을 팔았다. 소니 뮤직 엔터테인먼트에 의하면 세계에서 가장 많은 음반을 판 음악가 5명에 든다고 한다.
오렌세 출신의 산부인과 의사인 훌리오 이글레시아스 푸가의 아들로, 에스파냐 마드리드에서 출생하였으며 현재는 도미니카 공화국 산토 도밍고에 주요적으로 거주하고 있는 그는 원래 청년 시절, 아버지의 뜻에 따라 법학 학위를 얻었다.
레알 마드리드 CF의 2군 팀이었던 AD 플루스 울트라에서 골키퍼로 활약하기도 하였으나, 1963년 10월 22일 자동차 사고를 당하여 1년 반 동안 병원에서 치료를 받았다. 투병 생활 동안 간호사가 선물한 기타를 연주하고 라디오를 들으며 슬프면서도 낭만적인 곡들을 직접 작곡하기도 하면서 가수의 길로 접어들게 된다. 아들 엔리케 이글레시아스도 가수로 활동하고 있다.

## 음악적 경력

### 1978년 이전
대학 졸업 후 1968년 그는 바인도튼 스페니시 송 페스티발에 참가해 자작곡 La Vida Sigue Igual로 그랑프리를 수상하고 콜롬비아 레코드사와 계약을 맺었다. 그는 스페인을 대표해 브라쇼프 가요제, 유로비전 송 콘테스트 등에 참가했고 스페인을 비롯한 라틴 전역과 유럽을 돌며 투어 콘서트 오케스트라와의 협연 등 활발한 활동을 하며 명성을 높여갔다.

### 1978 ~ 1990년 (절정기)
그가 본격적으로 세계 무대에 진출한 것은 1978년 CBS 인터내셔널과 계약을 맺게 되면서 부터였는데, 스페인어, 이탈리아어, 프랑스어 등 다양한 언어로 앨범을 제작했고, 미국과 영국 시장을 목표로 하여 영어로도 앨범을 녹음했다. 그의 이같은 노력은 'Begin the Beguine'이 넘버원 히트를 치며 빛을 발하였고 곧 이어 출판된 컴필레이션 음반으로 미국과 영국에서 큰 성공을 거둔다. 1984년 발매된 듀엣 모음집 '1100 Bel Air Place'는 미국 내에서만 300만 장 이상의 판매고를 기록했다.

## 음반 목록
- Yo Canto (1969)
- Gwendolyne (1970)
- Por una mujer (1972)
- Un Canto a Galicia (1972)
- Soy (1973)
- Und das Meer singt sein Lied (1973)
- A Flor de Piel (1974)
- A México (1975)
- El Amor (1975)
- América (1976)
- En el Olympia (1976)
- Se mi lasci, non vale (1976)
- Schenk mir deine Liebe (1976)
- A mis 33 años (1977)
- Sono Un Pirata, Sono Un Signore (1978)
- Emociones (1978)
- Aimer La Vie (1978)
- Innamorarsi alla mia età (1979)
- A vous les femmes (1979)
- Hey! (1980)
- Sentimental (1980)
- Amanti (1980)
- De niña a mujer (1981)
- Fidèle (1981)
- Zartlichkeiten (1981)
- Minhas canções preferidas (1981)
- Momentos (1982)
- Momenti (1982)
- Et l'amour créa la femme (1982)
- In Concert (1983)
- Julio (1983)
- 1100 Bel Air Place (1984)
- Libra (1985)
- America {single} (1986)
- Un Hombre Solo (1987)
- Un Hombre Solo[Brasil] (1987)
- Tutto l'amore che ti manca (1987)
- Non Stop (1988)
- Raíces (1989)
- Latinamente (1989)
- Starry Night (1990)
- Calor (1992)
- Anche senza di te (1992)
- Crazy (1994)
- La carretera (1995)
- Tango (1996)
- Mi Vida-Grandes Exitos (1998)
- My Life: The Greatest Hits (1998)
- Noche de cuatro lunas (2000)
- Una donna può cambiar la vita (2001)
- Ao Meu Brasil (2001)
- Divorcio (2003)
- Love Songs (2003)
- En français (2004)
- Love Songs - Canciones de amor (2004)
- L'homme que je suis (2005)
- Romantic Classics (2006)
- Tango[Remastered] (2006)
- 1100 Bel Air Place [Remastered+Bonus Track] (2006)
- Quelque chose de France (2007)
- Que c'est triste Venise [avec/ft. Charles Aznavour] (2008)

## 같이 보기
- 가장 많은 음반을 판 음악가 목록